# Земская, Надежда Афанасьевна
Наде́жда Афана́сьевна Зе́мская (в девичестве Булга́кова; 24 декабря 1893 (5 января 1894), Киев — 17 июня 1971, Москва) — педагог, сестра писателя Михаила Булгакова.

## Биография
Родилась 24 декабря 1893 (5 января 1894) в Киеве в семье богослова Афанасия Ивановича Булгакова и его жены Варвары Михайловны. Была третьим ребёнком в семье — после старшего сына Михаила — в будущем известного писателя, и старшей из четырёх сестёр Веры. Её крёстным отцом был брат матери доктор Николай Михайлович Покровский, а крёстной матерью — Вера Николаевна Петрова, дочь блюстителя Музея Киевской духовной академии Николая Ивановича Петрова.
С юности Надежда проявила способности к филологии. Ещё за время обучения в гимназии выучила французский, немецкий и английский, а также украинский языки. Была единственной из своих братьев и сестёр, которая ради получения образования переехала из Киева в другой город — в 1912 году отправилась в Москву, где поступила на филологический факультет Высших женских курсов. За время обучения на курсах выучила также польский, церковнославянский языки и латынь. Её преподавателями были известные филологи того времени — например, Дмитрий Николаевич Ушаков и Вячеслав Николаевич Щепкин, под руководством которого в 1914—1915 году написала дипломную работу на тему «Рукописный орнамент XVII века по рукописям Московской Синодальной библиотеки». Во время обучения Надежда работала в Издательском Обществе Московских высших женских курсов.
Летом 1917 года Надежда вышла замуж за выпускника филологического факультета Московского университета Андрея Михайловича Земского, с которым она познакомилась ещё во время своей жизни в Киеве. Из-за шедшей Первой мировой войны Андрей Михайлович был мобилизован в Русскую императорскую армию и проходил службу в Царском Селе. Надежда устроилась там же заведующей внешкольным образованием Уездного отдела народного образования (УОНО), отлучившись в Москву осенью 1917 года для сдачи выпускных экзаменов. После происшедшей в ноябре 1917 года Октябрьской революции с последовавшим выходом России из Первой мировой войны и демобилизацией военнослужащих, Надежда с Андреем перебрались в 1918 году в Самару, где пробыли до 1921 года — Надежда в течение этого времени работала в должности заведующей внешкольным подотделом УОНО и преподавателем школ взрослых и народного университета. В 1921 году переехала к больной матери в Киев, где работала инструктором по библиотечному делу и преподавала в Высшей военно-педагогической школе. В 1922 году Надежда Афанасьевна с мужем вернулись в Москву, там она вплоть до 1927 года работала заведующей Девятилетней школой № 48 Краснопресненского района. С 1928 года работала преподавателем Московской Краснознамённой пехотной школы. Школа располагалась в здании бывшей гимназии по улице Герцена, 46 и предоставила ей для проживания комнату на антресолях. В той же комнате, помимо Надежды с мужем и дочерьми, также поселилась её сестра Вера со своим мужем, сестра Елена, сестра Земского Катя и в течение некоторого времени брат Михаил со своей второй женой Любовью. Одновременно с этим работала с работала с 1930 года на курсах подготовки в Военные Академии Рабоче-крестьянской Красной армии при секторе кадров Центрального дома Красной армии (ЦДКА).
31 января 1931 года муж Надежды Андрей был арестован. По доносу одного из соседей он был обвинён по пунктам 10, 12 и 13 58-й статьи Уголовного кодекса РСФСР — поводом для обвинения стало лишь то, что в течение четырёх месяцев по призыву служил в Русской императорской армии в офицерском звании (прапорщика), а также то, что на его квартире временно останавливался муж сестры Надежды Варвары Леонид Сергеевич Карум — также бывший офицер. Андрей содержался в Бутырской тюрьме, после чего 18 мая выслан в Красноярск. Позднее из-за слабого здоровья он был переведён в места с более мягким климатом — сперва в Алма-Ату, а в марте 1934 года — в Кзыл-Орду. Надежда Афанасьевна ездила к мужу в ссылку — сразу после высылки летом 1931 года в Иркутск (по дороге в Красноярск), а летом 1933 года — в Кзыл-Орду. В течение всего времени, пока Андрей Михайлович был в ссылке, она продолжала бороться за его освобождение, написав десятки прошений в различные инстанции. В конце концов добилась своего — в декабре 1934 года он был досрочно освобождён и смог вернуться к жене и детям в Москву.
Из-за ареста мужа летом 1933 года (расчётный лист от 1 июля) Земская была уволена из пехотной школы, а позднее — и из ЦДКА (дата увольнения неизвестна). Она была также вынуждена освободить служебную квартиру на улице Герцена, власти пытались также выслать её с детьми из Москвы, но Надежде Афанасьевне удалось оспорить это решение и остаться жить в городе. Ей удалось найти новую работу учительницы русского языка и литературы в старших классах школы № 269 в Ростокине, которое в то время ещё не входило в состав Москвы. Удалось также договориться о проживании в комнате только что построенного деревянного барака недалеко от места работы. Земская проработала в школе до начала Великой Отечественной войны летом 1941 года.
После начала Великой Отечественной войны находилась в эвакуации в Куйбышеве вместе с мужем и младшей дочерью. После возвращения в Москву из эвакуации снова работала учительницей в средней школе. После выхода на пенсию продолжала преподавать — занималась с китайскими аспирантами Академии наук СССР. Также занималась разбором и обработкой архива Михаила Булгакова, была автором критических замечаний перед публикацией «Записок юного врача» Булгакова в журнале «Огонёк», сама выступала с воспоминаниями о Булгакове. В 1956 году консультировала режиссёра Леонида Викторовича Варпаховского, который собирался ставить в Киевском драматическом театре пьесу Булгакова «Дни Турбиных», но постановка была запрещена властями. Умерла 17 июня 1971 года в Москве от гипертонии, была похоронена на старой территории Новодевичьего кладбища.

## Семья
- Муж: Андрей Михайлович Земский (1892—1946) — филолог и педагог-методист[1]. По воспоминаниям первой жены Михаила Булгакова Татьяны Николаевны Лаппы, в 1940-х годах ушёл от жены[16], но другими источниками этот факт не подтверждается[14].
- Дочери:
  - Елена (1918—1919) — умерла во младенчестве[1].
  - Ольга (1923—1953)[16] — училась в Московском авиационном институте[13], погибла при переходе железнодорожных путей под колёсами поезда[14].
  - Елена (имя то же, что и у старшей умершей дочери; 1926—2012) — лингвист, профессор[16].